# Анрі Лопес
Анрі Лопес (фр. Henri Lopes; 12 вересня 1937 — 2 листопада 2023) — конголезький письменник, державний і політичний діяч, перший прем'єр-міністр Народної Республіки Конго.

## Біографія
Народився 1937 року в Кіншасі. 1963 року закінчив факультет літератури й гуманітарних наук Паризького університету. Повернувшись до Конго займався викладацькою діяльністю. 1969 року отримав пост міністра національної освіти, обіймав посаду до 1971. В 1972—1973 роках очолював міністерство закордонних справ Народної Республіки Конго.
В липні 1973 року був призначений на посаду прем'єр-міністра, яку було відновлено після ліквідації в грудні 1969. Вийшов у відставку в грудні 1975, а за два роки очолив міністерство фінансів, ту посаду обіймав до 1980.
Від 1981 до 1998 року займав пост заступника генерального секретаря ЮНЕСКО.
Анрі Лопес — один з найвідоміших представників сучасної африканської літератури. Пише французькою мовою.